# Filiberto Azcuy
Filiberto Azcuy (n. 13 octombrie 1972, Esmeralda⁠(d), Camagüey Province⁠(d), Cuba) este un luptător ce a reprezentat Cuba, medaliat olimpic. A participat la două ediții ale Jocurilor Olimpice (1996, 2000) în care a câștigat două medalii de aur.